# Dois Irmãos do Buriti
Dois Irmãos do Buriti is een gemeente in de Braziliaanse deelstaat Mato Grosso do Sul. De gemeente telt 9.643 inwoners (schatting 2009).
De gemeente grenst aan Sidrolândia, Terenos, Aquidauana, Anastácio en Maracajú.